# صموئيل بولز (صحفي)
صموئيل بولز (بالإنجليزية: Samuel Bowles)‏ هو محرر وصحفي أمريكي، ولد في 9 فبراير 1826 في سبرينغفيلد في الولايات المتحدة، وتوفي في 16 يناير 1878.

## وصلات خارجية
- صموئيل بولز على موقع الموسوعة البريطانية (الإنجليزية)